# 蓬圣马克桑斯
蓬圣马克桑斯（法語：Pont-Sainte-Maxence，法語發音：[pɔ̃ sɛ̃t maksɑ̃s]）是法国瓦兹省的一个市镇，位于该省中部偏东，属于桑利斯区。

## 地理
蓬圣马克桑斯（49°18'4"N, 2°36'13"E）面积14.76 平方千米，位于法国上法蘭西大區瓦兹省，该省份为法国北部内陆省份，北起索姆省，西接厄尔省和滨海塞纳省，南至塞纳-马恩省和瓦兹河谷省，东临埃纳省。
与蓬圣马克桑斯接壤的市镇（或旧市镇、城区）包括：圣马丹隆戈、莱萨热、巴济库尔、博尔派尔、布勒努耶、弗勒里讷、乌当库尔、蒙索、蓬潘、大萨西、维莱圣弗朗堡-奥尼翁。

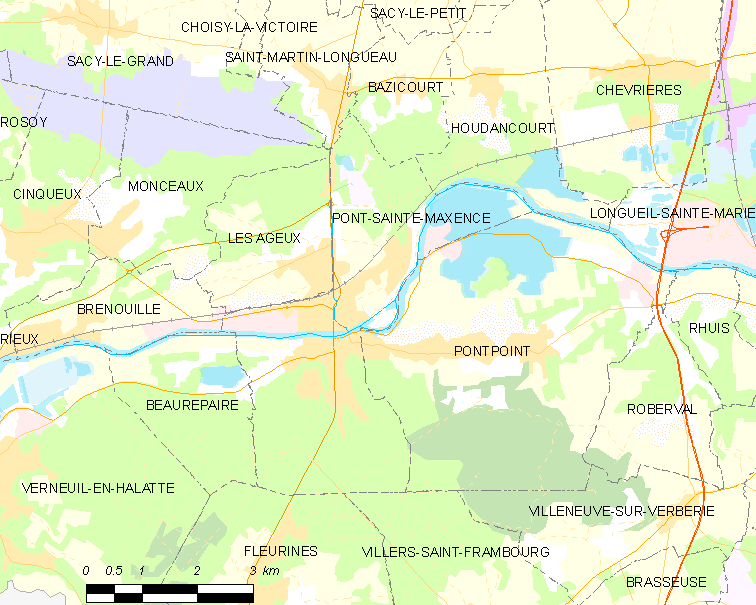
蓬圣马克桑斯的OSM定位图

蓬圣马克桑斯的时区为UTC+01:00、UTC+02:00（夏令时）。

## 行政
蓬圣马克桑斯的邮政编码为60700，INSEE市镇编码为60509。

## 政治
蓬圣马克桑斯所属的省级选区为蓬圣马克桑斯县。

## 人口

1962-2008年间蓬圣马克桑斯人口变化图示

蓬圣马克桑斯于2022年1月1日时的人口数量为12343人。